# Pala del Castell
La Pala del Castell és una pala del terme de la Torre de Cabdella, al Pallars Jussà, dins del seu terme primigeni.
Està situada en el vessant nord-oriental de lo Castell de Rus, a la capçalera del barranc de Francí.